# Thelairosoma fulvellum
Thelairosoma fulvellum là một loài ruồi trong họ Tachinidae.